# Bulgaria en los Juegos Olímpicos de Vancouver 2010
Bulgaria estuvo representada en los Juegos Olímpicos de Vancouver 2010 por un total de 19 deportistas que compitieron en 6 deportes.  
La portadora de la bandera en la ceremonia de apertura fue la deportista de snowboard Alexandra Zhekova. El equipo olímpico búlgaro no obtuvo ninguna medalla en estos Juegos.